# Baktsjaure (Arvidsjaurs socken, Lappland, 725732-165900)
Baktsjaure är en sjö i Arvidsjaurs kommun i Lappland och ingår i Skellefteälvens huvudavrinningsområde. Sjön har en area på 3,07 kvadratkilometer och ligger 393,9 meter över havet. Sjön avvattnas av vattendraget Skattån (Stenträskbäcken).

## Delavrinningsområde
Baktsjaure ingår i det delavrinningsområde (725876-165792) som SMHI kallar för Utloppet av Baktsjaure. Medelhöjden är 411 meter över havet och ytan är 22,63 kvadratkilometer. Räknas de 11 avrinningsområdena uppströms in blir den ackumulerade arean 133,31 kvadratkilometer. Skattån (Stenträskbäcken) som avvattnar avrinningsområdet har biflödesordning 2, vilket innebär att vattnet flödar genom totalt 2 vattendrag innan det når havet efter 146 kilometer. Avrinningsområdet består mestadels av skog (46 procent) och sankmarker (38 procent). Avrinningsområdet har 3,15 kvadratkilometer vattenytor vilket ger det en sjöprocent på 13,9 procent.